# Jonathan Amos
 Jonathan Amos ist ein britischer Filmeditor.

## Leben
Amos tritt seit 2004 als eigenständiger Editor in Erscheinung und wirkte an mehr als zwei Dutzend Produktionen mit, zunächst  bis Ende der 2000er Jahre vor allem an Fernsehserien, wie Spooks – Im Visier des MI5 und Ashes to Ashes – Zurück in die 80er. 2014 gewann er beim Sundance Film Festival für die Dokumentation 20.000 Days on Earth den Preis für den besten Schnitt in einem ausländischen Dokumentarfilm.
Für die gemeinsame Arbeit an Baby Driver wurde er 2018 mit Paul Machliss für den Oscar in der Kategorie Bester Schnitt  nominiert. Die beiden erhielten hierfür zudem eine Reihe weiterer Nominierungen und Auszeichnungen, u. a. für den British Academy Film Award.
2018 wurde er in die Academy of Motion Picture Arts and Sciences berufen, die jährlich die Oscars vergibt.

## Filmografie (Auswahl)
- 2010: Scott Pilgrim gegen den Rest der Welt (Scott Pilgrim vs. the World)
- 2011: Attack the Block
- 2014: 20.000 Days on Earth (Dokumentation)
- 2014: Cuban Fury – Echte Männer tanzen (Cuban Fury)
- 2016: Der Spion und sein Bruder (Grimsby)
- 2016: A United Kingdom
- 2017: Baby Driver
- 2017: Paddington 2
- 2019: Wenn du König wärst (The Kid Who Would Be King)
- 2020: Rebecca
- 2021: The Phantom of the Open
- 2023: Meg 2: Die Tiefe (Meg 2: The Trench)
- 2025: The Amateur